# Уніатська церква на Правобережжі в XVIII ст.
Кінець XVIII століття, беззаперечно можна вважати періодом розквіту Уніатської церкви на Правобережній Україні. Напружена атмосфера, що на той час була притаманна для стосунків між Російською Імперією та Річчю Посполитою (Республікою Обох Народів - польського і литовського) зіграла не останню роль в послабленні впливу православ'я навіть серед ревних прихильників грецької віри. І якщо у 1569 році велика кількість не підготованої до масштабних змін руської шляхти та духовенства не спромоглися сприйняти ідей існування уніатської церкви, то XVIII століття вимальовує для нас кардинально протилежну за значенням картину в якій представники магнатської, заможної та навіть дрібної шляхти, враховуючи усі політичні аспекти власними силами посприяли утвердженню унії.

## Замойський собор і модернізація церкви
Проте ідеї більш ніж столітньої давності перспектива розвитку яких окреслювалась за постановами Берестейського собору були вже м'яко кажучи застарілими для суспільства початку XVIII ст. Така відчутна потреба в модернізації змусила тогочасного митрополита уніатської Київської митрополії Лева Кішку до скликання Замойського собору. Ця подія фактично стала першим кроком на шляху реформ як і в структурі уніатської церкви, так і в її діяльності. Кардинальних змін щодо підвищення рівня освіченості зазнає парафіяльне духовенство, представники якого до 1720 року навчалися переважно вдома. Натомість для священнослужителів відкриваються спеціальні монастирські, а також звичайні повітові школи, після закінчення яких можна було вступити до духовної семінарії. Важливу роль в освітньому процесі відігравав Чин святого Василія Великого (ЧСВВ), члени якого не лише допомагали церкві в підготовці кваліфікованих кадрів, але й займались просвітницькою діяльністю серед мирян. ЧСВВ мали свої бібліотеки, в яких було зібрано достатньо громіздку інформативну базу богословського та філософського характеру. Священики, які закінчували школи Ордену Василіян часто займались місіонерською діяльністю, надавали допомогу церковним братствам тощо. Велику кількість уваги верхівки духовної ієрархії сконцентрованої довкола освітніх питань дослідники часто пов'язують із впливом на процес уніатських реформ ідей епохи Просвітництва, усвідомлення важливості розвитку і цінності людського розуму. Беззаперечно, певних модифікацій зазнала і обрядовість уніатської церкви. Тут варто згадати про порядок літургій (їх було змінено на римо-католицький лад), проведення літургії польською мовою (що з часом увійде в традицію і спричинить полонізацію уніатської церкви), правки, які вносились до богослужебних книг, запровадження щонедільної проповіді тощо.
Всередині приміщення церкви дозволялося прибирати іконостаси, а також облаштовувати її лавами.
Впровадження всіх цих змін, а також, спільні старання духовенства та шляхти спрямовані на популяризацію ідей вдосконаленої уніатської церкви призвели до появи у XVIII столітті великої кількості віруючих греко-католицького обряду. Говорячи мовою чисел, в останній чверті XVIII ст. кількість прихожан уніатської церкви на території Речі Посполитої сягала близько 4,5 млн чоловік, а кількість монастирів близько 170-ти. Якщо окремо розглянути терени сучасної України, то тут існувало п'ять уніатських єпархій, зокрема, Володимиро-Берестейська, Луцько-Острозька, Львівсько-Галицька, Перемишльсько-Самбірська і Холмсько-Белзька.

## Доля уніатської церкви після поділів Речі Посполитої
Проте в таких реаліях уніатам судилося проіснувати недовго. Причиною цьому стали поділи Речі Посполитої, які ознаменували нову сторінку в історії розвитку уніатської церкви.
На територіях, що за третім поділом 1795 року відійшли до складу Російської імперії уніатська церква була повністю ліквідована. Миряни греко-католицького обряду поставали перед вибором між московським православ'ям та католицизмом. Політика Катерини II щодо вищого представництва уніатської конфесії мала безкомпромісний характер, тому більшу частину парафій одразу було примусово перетворено на православні. Що ж до земель, які після 1772 року опинились у складі Австрійської монархії, то тут уніатська церква мала дещо іншу перспективу розвитку. Вже за правління Марії Терезії та Йосифа II греко-католиків було урівняно в правах з католиками, православними та протестантами. Освітньою підготовкою священиків тепер займалась спеціальна духовна семінарія, яка існувала у Відні з 1774 року. Реформи проведені Марією Терезією та Йосифом II створили достатньо сприятливі умови для подальшого розвитку уніатської церкви. Важливим фактором для церкви стала постанова Йосифа II про дозвіл проведення літургії мовою місцевого населення. На початку XIX ст., із відновленням Галицької митрополії уніатська церква частково поновить свій статус як впливової релігійної та освітньої ланки.